# Dunkgraben
Der Dunkgraben im Landkreis Straubing-Bogen, Niederbayern, ist heute zweigeteilt. Sein knapp 6 km langer Oberlauf ist ein linker Zufluss der Kinsach, sein wenig über 3 km langer Unterlauf dagegen ein linker Zufluss der Alten Kinsach. Früher war der Dunkgraben ein linker Zufluss der Donau.
Den Namen hat der Bach von der Einöde Dunk am Oberlauf.

## Trennung des Unterlaufs vom Oberlauf
Mit dem Bau des Kinsach-Menach-Ableiters quer über die Trasse des Dunkgrabens hinweg wurde der Oberlauf in das neu geschaffene Bett der Kinsach abgeleitet, sein Wasser fließt heute darin zunächst ostwärts. Der nun vom Oberlauf getrennte, wenige Schritte südlich des Ableiters beginnende Unterlauf büßte damit große Teile seines Einzugsgebiets und seiner Abflussmengen ein.

## Oberlauf
Der Dunkgraben entspringt bei Wollersdorf auf etwa 397 m ü. NHN und fließt auf seinen ersten fast drei Kilometern in langem, leichtem Bogen nach links westlich am zusammenhängenden Waldgebiet Ödenhoferholz vorbei. Aus diesem erreichen ihn dabei insgesamt sechs merkliche Bäche mit wenigstens ansatzweiser Talbildung, von denen die höchste Quelle auf knapp über 400 m ü. NHN liegt und der längste knapp über einen Kilometer lang ist. Auf diesem Bogen passiert er den erhöht liegenden namengebenden Ort Dunk zu seiner Rechten. Von dort an läuft er linksseits der Kreisstraße SR 22 in seinem nicht sehr breiten Wiesengrund parallel. Am Wernberg nördlich von Hoerabach tritt er in die Donauebene ein, kehrt sich vom Fuß des bewaldeten Hangs links von ihm ab und knickt für etwa 400 Meter nach Westen ab. Dann schwenkt er nach Süden und erreicht nach rund 800 Metern das Hoeramoos. Von dort an zieht er nun die letzten 1,6 Kilometer ostsüdöstlich bis hin zu seiner Mündung von links in die Kinsach westlich des Orts Muckenwinkling. Am Ufer des Dunkgraben-Oberlaufs stehen meist Bäume.
Er beginnt seinen knapp sechs Kilometer langen Weg im Gebiet der Marktgemeinde Mitterfels, ist dann auf insgesamt knapp einem Kilometer ober- und unterhalb von Dunk Grenze zur Gemeinde Steinach, deren Gemarkung Agendorf er anschließend auch durchläuft. Im Hoeramoos wechselt er dann auf die Gemarkung Oberaltaich der Stadt Bogen, in welcher er mündet. dieser Teil des Dunkgrabens entwässert 4,3 km², von denen etwa die Hälfte bewaldet sind. Er läuft durchweg, besonders aber bis zu seinem Eintritt in die Donauebene, sehr nahe an der rechten Wasserscheide, jenseits derer die am Oberlauf schon deutlich tiefer eingegrabene Kinsach meist weniger als einen Kilometer entfernt parallel läuft.

### Zuflüsse[1]
- Etwa 610 Meter abwärts der Quelle mündet von links und Süden ein Waldbach aus dem Ödenhoferholz, mit einer Länge von 0,57 Kilometern und einem Einzugsgebiet von 0,22 km². Er trägt die Gewässerkennzahl (GEWKZ) 158546.
- Weitere 1,7 Kilometer abwärts, nahe am Knick der SR 22, mündet von links und Osten ein ebenfalls aus dem Ödenhoferholz kommender und südlich an Kindlasberg vorbeifließender Waldbach mit der GEWKZ 158546. Dieser hat eine Länge von 1,09 km und ein Einzugsgebiet von 0,39 km²
- 700 Meter vor der Mündung in die Kinsach kommt noch von links der gut einen Kilometer (1,09 km) lange, Hoerabach im Westen berührende Bach mit der GEWKZ 158546 und einem Einzugsbereich von 0,72 km² hinzu.[2]

## Unterlauf
Der Ursprung dieses Restlaufs liegt wenige Meter südlich der Mündung des Oberlaufs in den Kinsach-Menach-Ableiter, unterhalb des Deich-Anwandweges. Im Nord-Süd-Abschnitt bis zur Staatsstraße 2125 folgt der Graben grob dem ursprünglichen Verlauf; da hier die Flurstücke und Wasserläufe begradigt wurden, hat er seine alten Schlingen und den Staudenbewuchs verloren. Der Graben fällt hier oft trocken. Südlich der Staatsstraße ist der Lauf naturbelassener, er zieht hier nach wie vor in einer stark nach links und Osten ausholenden natürlichen Geländemulde und hat den Charakter eines stehenden Gewässers, an dem abschnittsweise eine Galerie steht. Er mündet heute nicht mehr wie früher zuletzt südwärts in die Donau, sondern wird 200 Meter vor der Donau am Donaudeich 200 Meter weit verrohrt an dessen Fuß westwärts in Richtung der Alten Kinsach geführt, wo er in den Mahlbusen des Schöpfwerks Alte Kinsach einläuft. In manchen Karten ist fälschlicherweise eine Verrohrung durch den Deich in Richtung Donau eingetragen oder ein heute offener Lauf zur Alten Kinsach; das Altlaufstück jenseits des Donaudeichs ist jedoch erhalten.
Der Unterlauf hat nur Zuflüsse aus Weggräben, ausgenommen einen sehr kurzen Auengraben, der am Ostbogen bei einem Kleinteich im Bereich einer Talgrundweitung aus dieser feuchten Mulde zuläuft.